# Braconaj

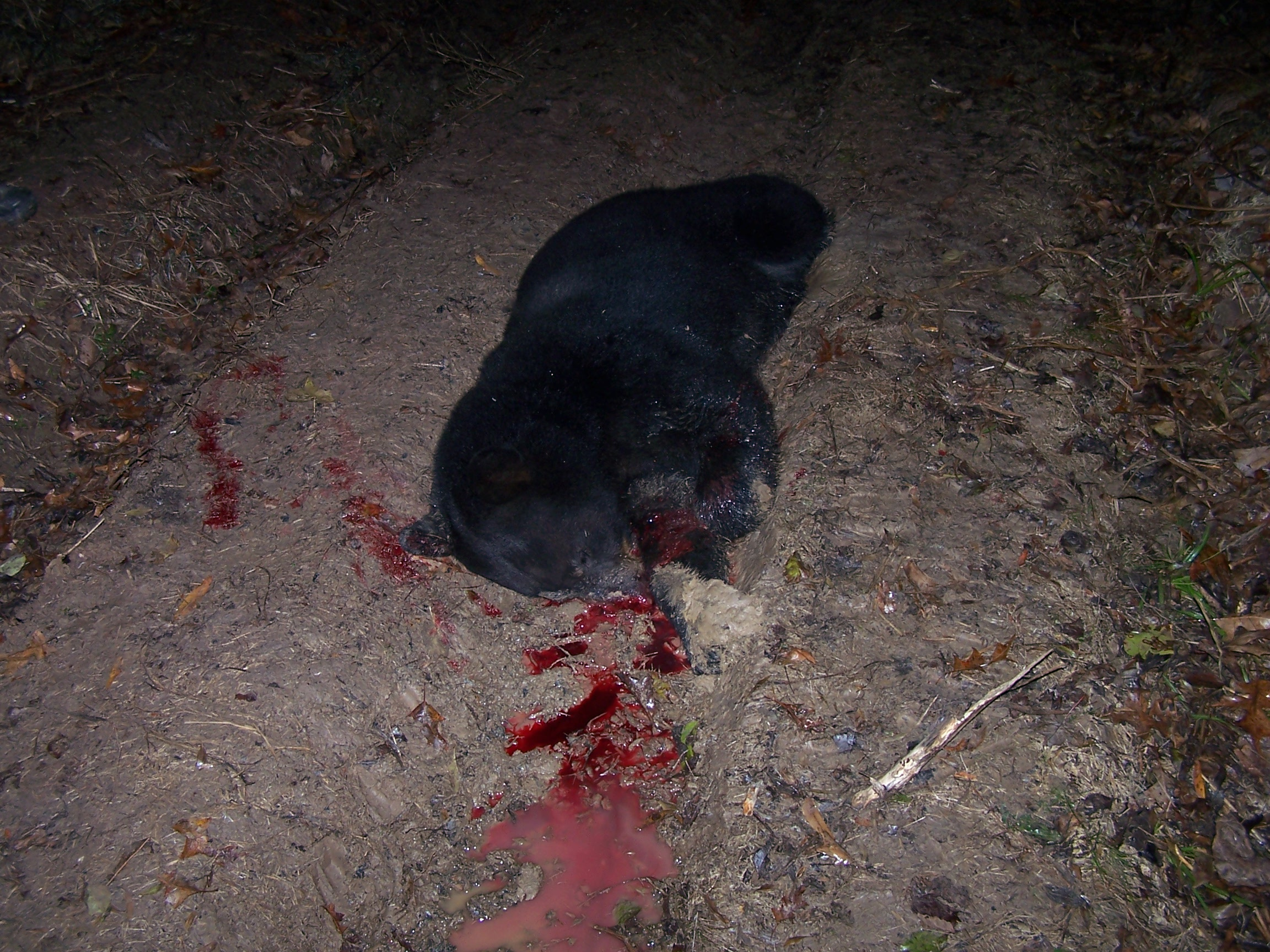
Braconaj cinegetic

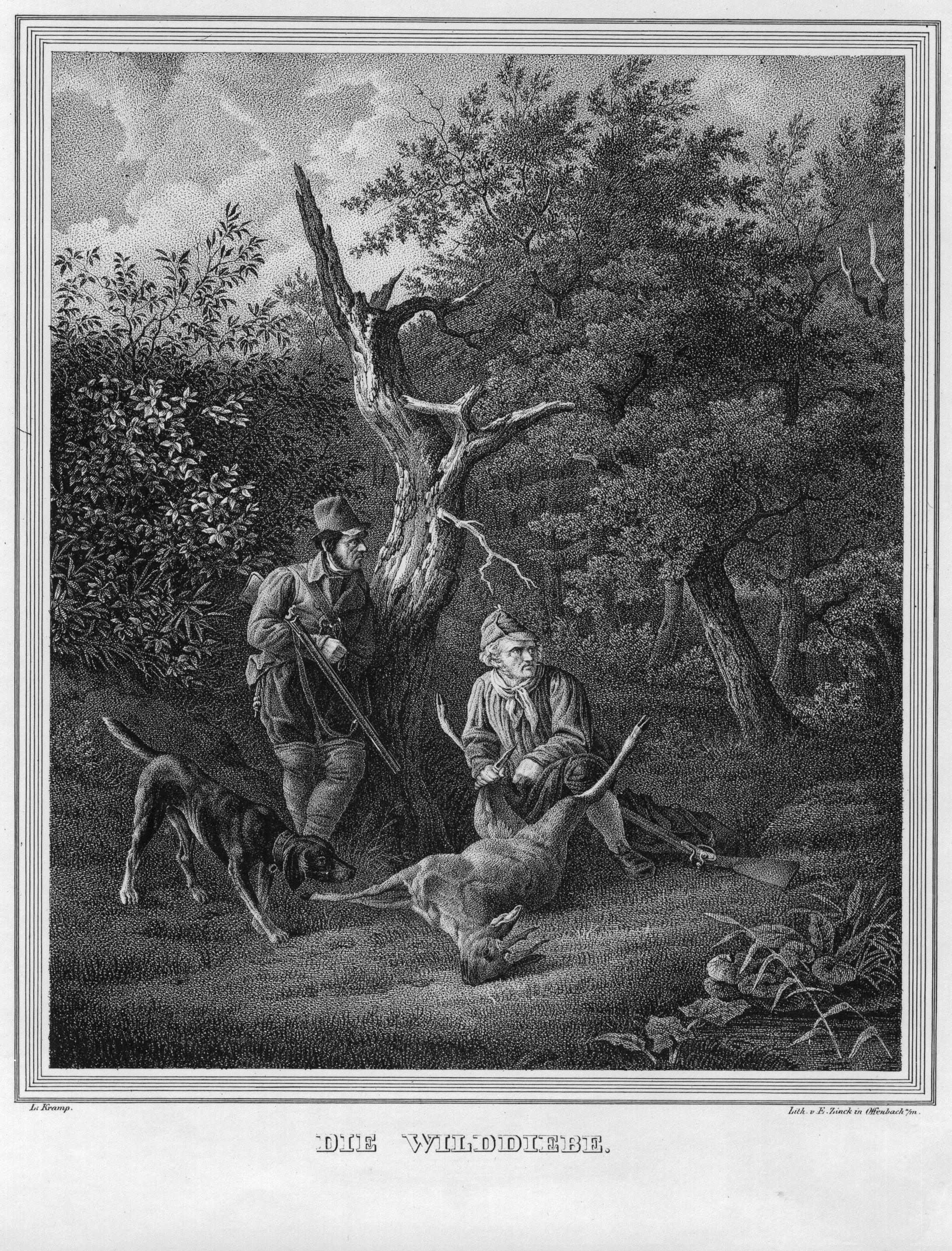
Braconieri, litografie din anii 1830

Braconaj se numește un delict constând în încălcarea legii care interzice vânatul sau pescuitul.
La nivel mondial, o bună parte din braconaj se datorează comerțului ilegal cu specii sălbatice.
Această piață neagră, concentrată în mare parte în Asia orientală, cuprinde tigri, rechini, broaște țestoase, șerpi, elefanți, rinoceri și alte animale și este estimată la 19 miliarde de dolari anual.

## Braconajul cinegetic
În România, Legea vânătorii și a protecției fondului cinegetic definește braconajul ca  acțiunea desfășurată în vederea obținerii acelorași efecte ca și prin acțiunea de vânătoare, fără a fi îndeplinite condițiile legale pentru desfășurarea acesteia din urmă.
Una din formele de braconaj specificate de lege este folosirea de capcane neautorizate.

## Braconajul piscicol
Legea română privind fondul piscicol, pescuitul și acvacultura definește braconajul piscicol ca infracțiunea care constă în practicarea ilegală a pescuitului în bazinele piscicole naturale.
Braconajul piscicol are următoarele efecte negative:
- diminuarea necontrolată a populațiilor de pești prin depășirea capacității de suport,
- recoltarea neselectivă a ihtiofaunei (mai ales prin folosirea curentului electric și a plaselor monofilament),
- dezechilibrul unor lanțuri trofice.

## Braconajul arheologic
Prin derivare, se folosește și termenul de braconaj arheologic, care se referă la efectuarea de detecții și săpături ilegale în siturile arheologice.
Claudiu Purdea, cercetător științific la Institutul de Arheologie Sistemică „Iuliu Paul” al Universității „1 Decembrie 1918” din Alba Iulia, a publicat la editura Mega din Cluj-Napoca, în condiții grafice deosebite, volumul „Braconarea patrimoniului arheologic din Munții Șureanu. Istorie și jurisprudență”, în care face o riguroasă și expresivă descriere a „artizanilor braconajului arheologic”. Sunt prezentați autorii și participanții la săvârșirea faptelor, structura ierarhică și pozițiile ocupate în rețelele infracționale de persoanele implicate în sustragerea și comerțul ilegal cu artefacte arheologice, de la călăuze și simpli săpători la colectori, colecționari și comanditari. Similar, este prezentat rolul dealerilor și experților implicați în evaluarea și plasarea în piață a bunurilor, rolul caselor de licitații și al colecționarilor. Este interesant, în continuare, studiul aprofundat al legăturilor acestor rețele cu colecțiile unor demnitari, miliardari „de carton” și manageri din media – unii deveniți latifundiari cu întinse domenii și cabane în zonele de protecție ale siturilor arheologice-, care au susținut campanii media împotriva justiției.

## Eforturi antibraconaj
În timp ce braconierii au avut un sprijin local puternic până la începutul secolului XX, cazul lui Walder a arătat o schimbare semnificativă a atitudinilor. Cetățenii urbani aveau încă o anumită simpatie pentru rebelii de la deal, în timp ce comunitatea locală era mult mai puțin favorabilă.